# Festa dei ceri
Pour les articles homonymes, voir Festa (homonymie) et Ceri (homonymie).
 (mai 2024).

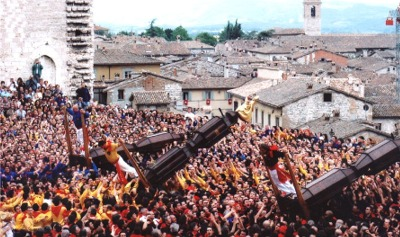
La levée.

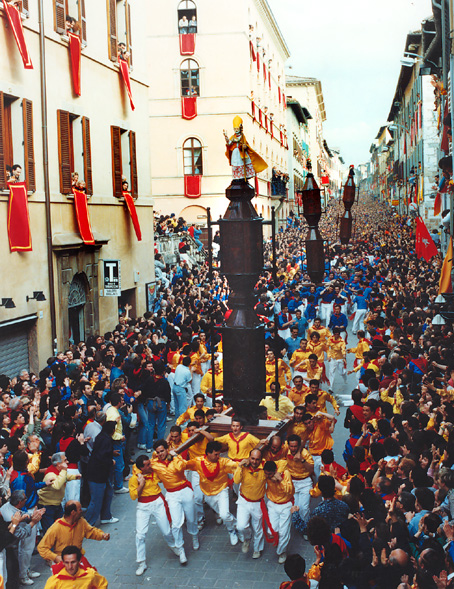
La course.

La Festa dei Ceri  (Fête des cierges) ou Corsa dei Ceri (Course des cierges), est une fête religieuse et folklorique de Gubbio (Italie). Elle se déroule le 15 mai de chaque année.

## Origine
La tradition veut que ce soit une fête dédiée à Sant'Ubaldo Baldassini, citoyen, évêque et patron de Gubbio qui mourut en l’an 1160. Cette fête serait la commémoration d’un don de cire que les corporations médiévales de la ville offraient au saint patron. Une autre source évoque une origine de fête païenne préchrétienne, fête en honneur de la déesse Cerere, liée au réveil du printemps.
Une interprétation qui fait remonter cette fête aux traditions indo-européennes bien attestées chez les Ombriens de l'antique Iguvium à travers les Tables eugubines a été proposée par Maurizio Del Ninno en 1976 et confortée par Georges Dumézil en 1979.

## Description
Le prologue se déroule le premier dimanche du mois de mai, quand les cierges sont portés en position horizontale en bas de la ville dans la basilique de S. Ubaldo où ils sont conservés durant toute l’année. En cette occasion les cierges portent à  cavalcioni (à cheval) beaucoup d’enfants qui sont ainsi  « initiés »  au contact  des cierges.
Les cierges sont trois appareillages en bois d’un poids unitaire d’environ 300 kg couronnés chacun de la statue de leur saint respectif et emmanchés verticalement sur autant de brancards ayant la forme de H et permettant ainsi le transport à épaule.
Le poids des trois cierges diffère : S. Ubaldo est le plus léger, S. Giorgio et S. Antonio accusent 10 kg  de plus.
Mais le poids n’est pas le seul critère de difficulté lors de la course. La hauteur, la vitesse, la difficulté du parcours, et le passage au vol entre les ceraioli (porteurs de cierges) en course sont autant d’éléments  qui rendent la course extrêmement ardue.
Les saints sont : Sant'Ubaldo Baldassini (patron de Gubbio), San Giorgio et  sant'Antonio abbate.
On appelle ceraioli les porteurs de cierges et chacun est rattaché à un seul des cierges.
Ce rattachement est le fruit d’un choix personnel ou déterminé par des traditions familiales.
Selon la tradition, les corporations des maçons et des sculpteurs seraient liées au cierge de S. Ubaldo ; les commerçants à celui de S. Giorgio et les agriculteurs, les propriétaires terriens et les étudiants à S. Antonio.
La tenue du "ceraiolo" est composée d’une paire de pantalons blancs en toile de coton, d’une chemise de couleur selon le cierge transporté : couleur jaune pour S. Ubaldo, bleu azur pour S. Giorgio et noire pour S. Antoine, d’une bande rouge liée à la taille façon ceinture et d’un mouchoir rouge posé sur les épaules, pointe vers l’avant.
Les capodieci sont trois, un pour chaque cierge. Ils effectuent la levée, c'est-à-dire qu’ils inaugurent la course et sont responsables du bon déroulement de la course et de leur cierge.
Avec le nom capodieci on désigne aussi les ceraioli qui guident le cierge pendant la course en se positionnant entre les barres arrière et surveillent le passage entre les différentes  "mute" de ceraioli (équipes composées de 8 personnes) ; il y a aussi les capocinque, qui à partir de la partie postérieure du brancard, aident le capodieci à tenir en ligne la course du cierge, et à négocier les virages  (ils sont aussi appelés sterzaroli (vireurs)). Les  ceraioli porteurs  appelés punte se trouvent aux quatre extrémités du brancard et les ceppi en nombre identique sont situés plus à l’intérieur.
Selon la tradition, les ceraioli sont choisis parmi les adultes de sexe masculin auprès des familles habitant Gubbio. Les femmes ont été autorisées à transporter les cierges seulement en de rares occasions (pendant les guerres par exemple).
Dans les semaines qui succèdent au 15 mai, deux autres courses sont organisées afin de faire participer ceux qui n'entrent pas dans la première catégorie :
celle de la course des Ceri mezzani (cierges moyens) et des Ceri piccoli (petits cierges).
Dans ces cas, les porteurs sont choisis parmi les adolescents et les enfants et les machines sont remplacées par des copies réduites et plus légères.
Le symbole des trois cierges stylisé est reproduit sur l’étendard et le drapeau officiel de la région Ombrie.

## Cérémonial et horaires
La fête principale se déroule annuellement le 15 mai et son programme est immuable :
- 5 h 30 : Un groupe de tambourins sillonne la ville afin de réveiller les Capitani et les Capodieci.
- 6 h 00 : Le Campanone (la cloche principale du Palais des Consuls) sonne le réveil de toute la ville.
- 7 h 00 : Tous les ceraioli, tambourins, capodieci et capitani se retrouvent au cimetière afin de déposer une couronne de fleurs et faire une prière aux ceraioli disparus.
- 8 h 00 : Une messe est célébrée à l’église Saint-François-de-la-Paix (dite "des Maçons"). La messe finie, un enfant extrait d’une urne (appelée "Bussolo") le nom des capitani qui guideront la fête dans deux ans.
- 9 h 00 : Pour le « corteo dei Santi » (procession des saints), les trois statues de saints qui couronneront les cierges, sont portées en procession par les rues de la ville jusqu’au Palais des Consuls où les attendent déjà les cierges. Ensuite les ceraioli se retrouvent dans la rue Baldassari, sous les arcades du Palais des Consuls, afin de partager le traditionnel déjeuner à base de baccalà alla ceraiola (morue façon cire).
- 10 h 00 : La fête débute : à Porta Castello, des mazzolini di fiori (petits bouquets de fleurs) sont distribués aux ceraioli qui les épinglent sur le nœud du mouchoir qu’ils portent autour du cou. Le cortège de tous les ceraioli débute à cet endroit, se poursuit en empruntant les rues du centre historique pour arriver finalement à Piazza Grande.
- 11 h 30 : Sur la Piazza Grande a lieu un des événements les plus intenses de la journée. Les divers éléments des cierges sont sortis du Palais des Consuls et assemblés. Dans un crescendo de cris, d’incitations et d’émotions, les capodieci (debout sur le brancard et au-dessus de la foule) se projettent vers l’avant afin d’exercer un effet de levier permettant au cierge de se dresser à la verticale. À cet instant, l’émotion atteint son apogée et les cierges entament leur course (escortés par deux ailes d’une foule entrant quasiment en transe), en honneur à S. Ubaldo. À ce moment (particulièrement dangereux), il est conseillé aux néophytes et aux touristes de se placer aux bords de la place.
- 18 h 00 : La Course des cierges. Les cierges sont portés en courant par les ceraioli sur leurs épaules. Ceux-ci parcourent les rues de la ville et après de brèves pauses atteignent le sommet du mont Ingino, dans la basilique de S. Ubaldo. Le dernier tronçon, qui est entièrement en montée, est parcouru en 9 minutes environ.

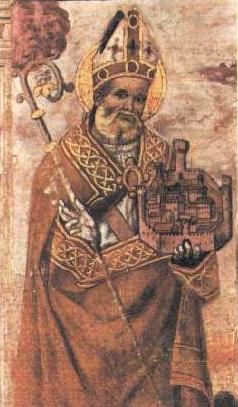
S. Ubaldo Baldassini

## Considérations générales
L’ordre de départ et d’arrivée est préétabli et ne peut pas être modifié pendant la course. Le cierge de S. Ubaldo doit être le premier à entrer dans la basilique, suivi par celui de S. Giorgio et enfin par celui de S. Antonio. La course en effet ne suit pas le concept olympique du vainqueur (le meilleur gagne).
Pendant une année entière, la ville de Gubbio attend le 15 mai afin de rendre les honneurs à son saint patron S. Ubaldo. Cet hommage est à base de foi, de fatigue, de souffrance et de joie.
Pour les citoyens, le plus important est que le cierge ne tombe pas ou ne se courbe dangereusement pendant la course. Il arrive souvent que le cierge ou les statues soient endommagés, mais il est extrêmement rare qu’il y ait des blessés parmi les ceraioli et le public. L’essentiel est que le cierge arrive sain et sauf à la basilique afin de rendre hommage au corps inaltéré de S. Ubaldo.

### Dimensions desmachines
|            | Hauteur (sans statue) | Hauteur (statue incluse) | Poids    |
| S. Ubaldo  | 383,8 cm              | 488,7 cm                 | 270,8 kg |
| S. Giorgio | 410,5 cm              | 489,5 cm                 | 283,2 kg |
| S. Antonio | 405,8 cm              | 502,5 cm                 | 282,4 kg |